# Lisa Jardine
Lisa Anne Jardine CBE FRS (née Bronowski; Oxford, 12 de abril de 1944 – 25 de outubro de 2015) foi uma historiadora da Idade Moderna britânica. De 1990 a 2011 foi Centenary Professor of Renaissance Studies e diretora do Centre for Editing Lives and Letters da Queen Mary University of London. De 2008 a janeiro de 2014 foi Presidente do Conselho de Administração da Human Fertilisation and Embryology Authority (HFEA).

## Obras

### Livros
- Francis Bacon: Discovery and the Art of Discourse (1974)
- Still Harping on Daughters: Women and Drama in the Age of Shakespeare (1983)
- From Humanism to the Humanities (1986), with Anthony Grafton
- What's Left?: Women in Culture and the Labour Movement (1989), with Julia Swindells
- Erasmus, Man of Letters: The Construction of Charisma in Print (1993)
- Reading Shakespeare Historically[8]
- Worldly Goods: A New History of the Renaissance[9][10]
- Erasmus: The Education of a Christian prince with the Panegyric for Archduke Philip of Austria (1997), editor
- Hostage to Fortune: The Troubled Life of Francis Bacon, with Alan Stewart[11]
- Ingenious Pursuits: Building the Scientific Revolution[12]
- Francis Bacon: The New Organon (2000) editor with Michael Silverthorne
- Global Interests: Renaissance Art Between East and West (2000), with Jerry Brotton
- On a Grander Scale: The Outstanding Career of Sir Christopher Wren (2002)
- For the Sake of Argument (2003)
- The Curious Life of Robert Hooke: The Man Who Measured London[13][14]
- London's Leonardo: The Life and Work of Robert Hooke (2003), with Jim Bennett, Michael Cooper and Michael Hunter
- Grayson Perry (2004)
- The Awful End of Prince William the Silent: The First Assassination of a Head of State with a Hand-Gun (2005)
- Going Dutch: How England Plundered Holland's Glory[15]
- Temptation in the Archives: Essays in Golden Age Dutch Culture[16][17]

### Broadcasting and lectures
- A Point of View. BBC Radio 4 series (2008, 2010, 2011, 2014)
- My Father, the Bomb and Me. BBC Four (26 dejaneiro de 2011)
- Seven Ages Of Science, BBC Radio 4 series (2013)
- Things I Never Knew About My Father. Conway Memorial Lecture, Conway Hall Ethical Society  (26 June 2014)